# Singapurische Basketballnationalmannschaft
Die singapurische Basketballnationalmannschaft repräsentiert Singapur bei Basketball-Länderspielen der Herren. Die größten Erfolge der Singapurischen Nationalmannschaft liegen einige Jahre zurück. So nahm Singapur an den Olympischen Sommerspielen 1956 teil. Beste Platzierungen bei den Basketball-Asienmeisterschaften für Singapur waren zwei 7. Plätze 1963 und 1975. Zu weiteren Erfolgen zählen zwei 5 Plätze bei den Basketballwettbewerben der Asienspiele 1954 und 1958.

## Abschneiden bei internationalen Wettbewerben

### Olympische Spiele
- 1956 – 13. Platz

### Weltmeisterschaften
- bisher nicht qualifiziert

### Asienmeisterschaften
- 1963 – 7. Platz
- 1965 – 9. Platz
- 1967 – 10. Platz
- 1971 – 8. Platz
- 1973 – 10. Platz
- 1975 – 7. Platz
- 1977 – 11. Platz
- 1979 – 11. Platz
- 1981 – 11. Platz
- 1983 – 11. Platz
- 1986 – 12. Platz
- 1987 – 11. Platz
- 1989 – 11. Platz
- 1991 – 10. Platz
- 1993 – 16. Platz
- 2001 – 14. Platz
- 2015 – 15. Platz

### Basketballwettbewerb bei den Asienspielen
- 1954 – 5. Platz
- 1958 – 5. Platz
- 1962 – 8. Platz
- 1970 – 10. Platz